# Obština Ruen
Obština Ruen (bulharsky Община Руен) je bulharská jednotka územní samosprávy v Burgaské oblasti. Leží ve východním Bulharsku na jižních svazích východní části Staré planiny. Sídlem obštiny je ves Ruen, kromě ní zahrnuje obština 40 vesnic. Žije zde přes 25 tisíc stálých obyvatel.

## Sídla
| - Bilka - Čereša - Dăskotna - Dobra Poljana - Dobromir - Dropla - Ďulja - Jabălčevo - Jasenovo - Kameňak - Karaveljovo - Listec - Ljuljakovo - Mrežičko | - Planinica - Podgorec - Preobraženci - Pripek - Prosenik - Razbojna - Răžica - Rečica - Rožden - Rudina - Ruen (sídlo správy) - Rupča - Sini Rid - Skalak | - Sneža - Sňagovo - Sokolec - Sredna Machala - Struja - Šivarovo - Topčijsko - Trănak - Višna - Vresovo - Zaimčevo - Zajčar - Zvezda |

## Sousední obštiny
| Růžice kompasu | Smjadovo   | Dălgopol     | Dolni Čiflik | Růžice kompasu |
| Růžice kompasu | Sungurlare | Sever        | Pomorie      | Růžice kompasu |
| Růžice kompasu | Sungurlare | Obština Ruen | Pomorie      | Růžice kompasu |
| Růžice kompasu | Sungurlare | Jih          | Pomorie      | Růžice kompasu |
| Růžice kompasu | Karnobat   | Ajtos        |              | Růžice kompasu |

## Obyvatelstvo
V obštině žije 26 884 stálých obyvatel a včetně přechodně hlášených obyvatel 36 707. Podle sčítáni 1. února 2011 bylo národnostní složení následující:
- Turci: 21 241 (86.7 %)
- Bulhaři: 1 619 (6.6 %)
- Romové: 1 300 (5.3 %)
- ostatní: 332 (1.4 %)